# Font d'En Segures
La Font d'en Segures és un paratge patrimonial i una pedania ubicada al terme municipal de Benassal, a l'Alt Maestrat (País Valencià). S'ubica a dos quilòmetres de la capital municipal.
El lloc s'alça entorn de la plaça i la font dels Xorros, un manantial documentat des del segle XVI. A principis del segle xviii hi havia una volta que protegia tres canons per on sortien les aigües per al consum públic. En 1780, el text Virtudes Medicinales del Agua de la Fuente Segura apunta les bondats de la font per als ronyons i l'aparell urinari.
A la segona meitat del segle xix, el turisme burgés valencià converteix la font d'en Segures en un centre vacacional, atrets per les propietats mineromedicinals de les seues aigües, juntament a l'entorn natural i al bon clima durant els mesos d'estiu. Sorgeix una xicoteta zona residencial al voltant: en 1862 s'alça el balneari La Primitiva, conegut com l'Hospitalet, a la que segueix un període d'esplendor amb la construcció d'un hotel i d'apartamants, mentre que la realització de la carretera entre Benassal i Culla millora les comunicacions motoritzades. L'aigua de Benassal, comercialitzada per una empresa embotelladora, va rebre la declaració d'utilitat pública en l'any 1928.
Durant la Guerra Civil, va ser refugi per polítics de la Dreta Regional Valenciana i religiosos de la diòcesi de Tortosa. Ja en el franquisme, l'arquitecte Vicent Traver edifica la cúpula piramidal de pedra que protegeix el brollador avui en dia. Després d'una època de decadència en el tram mitjà del segle xx, a partir dels anys 60 va reviscolar com a centre turístic.